# Ries Smits
Marinus (Ries) Smits (Tricht, 26 oktober 1944 – Den Haag, 19 juli 2024) was een Nederlands politicus namens de CHU en het CDA. Binnen de partij speelde Smits als partijsecretaris en campagneleider een belangrijke rol bij de bloei van het CDA in de jaren tachtig en zette hij zich in voor verbetering van de positie van homoseksuelen.

## Biografie
Na het afronden van de mulo (1958 - 1962) en de hogereburgerschool-a (1962 - 1964) in Culemborg, studeerde Smits van 1966 tot 1972 economie aan de Nederlandse Economische Hogeschool in Rotterdam. Hij kende een actief studentenleven, getuige zijn presesschap van de studentenvereniging S.S.R. Rotterdam en het presidentschap bij de Rotterdamse Kamer van Studentenverenigingen. Na zijn studie ging hij aan de slag als organisatieadviseur (tot 1975) en adjunct-secretaris bij de Federatie van Metaal- en Electroktechnische Industrie (1975 - 1980).
Eind jaren 1970 werd Smits actief binnen de CHU, waar hij in 1977/1978 penningmeester was en van 1978 tot de fusie in 1980 secretaris. Van 1978 tot 1982 was hij lid van de Provinciale Staten van Zuid-Holland en van 1979 tot 1981 van de gemeenteraad van Rotterdam. In 1979 werd hij lid van de Tweede Kamer der Staten-Generaal.
Hij was vanaf de oprichting in 1980 tot 1986 secretaris en campagneleider bij de fusiepartij CDA. In de Kamer was hij woordvoerder Economische Zaken en financiën. Hij was ondervoorzitter van de Tweede Kamercommissie voor het Midden- en Kleinbedrijf van 1989 tot 1994 en van de Tweede Kamercommissie voor de Rijksuitgaven van 1994 1998. Daarnaast was hij lid van diverse Tweede Kamercommissies. Van 1994 tot 1998 was hij lid van het Benelux-parlement en daar voorzitter van de Justitie-commissie. Na zijn vertrek in 1998 werd hij benoemd tot Ridder in de Orde van Oranje-Nassau.
In 1998 zei hij de landelijke politiek vaarwel, en werd hij gemeenteraadslid (waarvan twee jaar fractievoorzitter) in Den Haag. In 2001 nam hij zijn oude positie als campagneleider, ditmaal voor Jan-Peter Balkenende, nog eenmaal op. In 2002 werd hij benoemd tot wethouder nieuwe gebieden en duurzaamheid in diezelfde stad en van 2006 tot 2010 was hij nogmaals een periode raadslid. Van 2009 tot 2011 was hij lid van de Verenigde Vergadering van het Waterschap Delfland.
Naast zijn actieve politieke carrière vervulde Smits diverse bestuurs- en adviesfuncties, al dan voortvloeiend uit zijn politieke functie van dat moment. Anno 2011 was hij secretaris van de Mandelastichting, Stad en Kerk (STEK) en de Landelijke Stichting van Uitvaartverenigingen zonder winstoogmerk.
- Parlement.com: vg09llokipyc